# NGC 6168
NGC 6168 é uma galáxia espiral (Sd) localizada na direcção da constelação de Hercules. Possui uma declinação de +20° 11' 06" e uma ascensão recta de 16 horas, 31 minutos e 21,3 segundos.
A galáxia NGC 6168 foi descoberta em 21 de Maio de 1884 por Lewis A. Swift.